# Jaroslav Pejša
Jaroslav Pejša (3. listopadu 1909 Jilemnice – 24. července 1973 Mladá Boleslav) byl český hudební skladatel

## Život
Otec skladatele byl vesnickým kapelníkem. Studoval na Pražské konzervatoři hru na varhany u Bedřicha Antonína Wiedermanna a skladbu u Jaroslava Křičky a Karla Boleslava Jiráka. Na mistrovské škole pak byl žákem Vítězslava Nováka.
Po absolvování konzervatoře byl varhaníkem v Mnichovicích a v Dolních Počernicích. V roce 1939 přesídlil do Mladé Boleslavi, kde již zůstal až do své smrti. Byl zde ředitelem kůru, učil hudební výchovu na místních školách a vyučoval na hudební škole. Založil a řídil velký sbor, se kterým podnikal úspěšné zájezdy do severočeských měst a vystupoval i v rozhlase. Komponoval především vokální hudbu a to jak chrámovou, tak i světskou.

## Dílo

### Scénická hudba
Vše podle Kytice Karla Jaromíra Erbena
- Svatební košile
- Štědrý den
- Zlatý kolovrat
- Vodník
- Vrba

### Kantáty
- Až přijde den
- Svatý Prokop
- Píseň o městě nebeském (slova Josef Václav Sládek)
- Modlitba za vlast (slova Václav Beneš Třebízský)
- Vánoční pastorale

### Chrámové skladby
- Dominabitur
- Postula
- 7 Pange Lingua
- Ave Maria

### Sbory
- Návrat, mužský sbor na slova Sonji Špalové
- Vinum bonum, mužský sbor na slova básně Svatopluka Čecha Ve stínu lípy
- Vodičko bystrá, mužský sbor na slova J. S. Machara
- Za moře jsi neodešla, smíšený sbor na slova J. V. Sládka
- Mamince
- Kupředu národe